# Solatia
Solatia là một chi ốc biển, là động vật thân mềm chân bụng sống ở biển trong họ Cancellariidae.

## Các loài
Các loài trong chi Solatia gồm có:
- Solatia buccinoides (Sowerby, 1832)[2]
- Solatia piscatoria (Gmelin, 1791)[3]